# Ozolles
Ozolles település Franciaországban, Saône-et-Loire megyében. Lakosainak száma 371 fő (2022. január 1.). Ozolles Vendenesse-lès-Charolles, Beaubery, Bois-Sainte-Marie, Colombier-en-Brionnais, Gibles, Marcilly-la-Gueurce, Montmelard, Ouroux-sous-le-Bois-Sainte-Marie, Vaudebarrier és Verosvres községekkel határos.

## Népesség
A település népességének változása:
| Lakosok száma | 428  | 430  | 443  | 418  | 404  | 391  | 384  | 377  | 371  |
|               | 2013 | 2015 | 2016 | 2017 | 2018 | 2019 | 2020 | 2021 | 2022 |